# Strumbi
Strumbi (gr. Στρουμπί) – wieś w Republice Cypryjskiej, w dystrykcie Pafos. W 2011 roku liczyła 540 mieszkańców. Przez miejscowość przebiega droga lokalna B7.